# 마이클 J. 폴라드

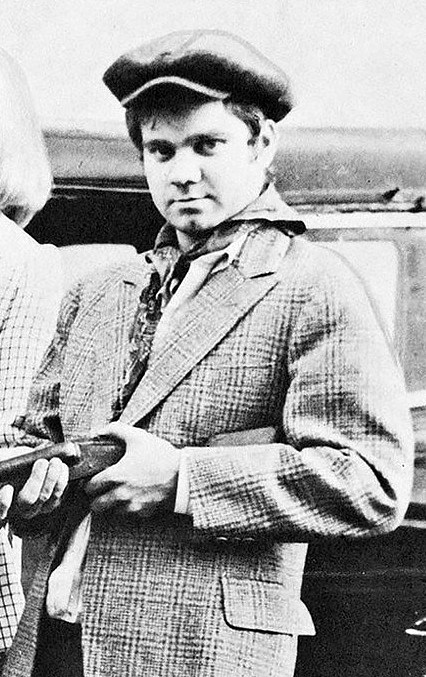

마이클 J. 폴러드(Michael J. Pollard, 1939년 5월 30일 ~ 2019년 11월 22일)는 미국의 배우이다.
퍼세이익에서 태어났으며 로스앤젤레스에서 사망하였다. 사인은 심정지이다.

## 방송
- 도비 길리스

## 영화
- 뷰티 달링 (2010년)
- 살인마 가족 (2003년)
- 백플래시 (2001년)
- 러빙 유 (2000년)
- 텀블위즈 (1999년)
- 오딧세이 (1997년)
- 트리거해피 (1996년)
- 아리조나 드림 (1993년)
- 스키터 (1993년)
- 스톤 스콜피오 (1992년) - 랫 캐쳐 역
- 하트스토퍼 (1991년)
- 샤도우 데스 (1991년)
- 진짜 죽을 뻔한 여자 (1990년)
- 나이트 비지터 (1990년)
- 천재 도둑과 장인 그리고 여자 (1990년)
- 딕 트레이시 (1990년) - 버그 베일리 역
- 돈벼락을 맞은 남자 (1989년)
- 사랑의 묘약 (1989년)
- 불타는 복수 (1989년)
- 탱고와 캐쉬 (1989년) - 오웬 역
- 다크 엔젤 (1989년) - 보너 역
- 슬리퍼웨이 캠프 3 (1988년)
- 스크루지 (1988년) - 허만 역
- 록산느 (1987년)
- 아메리칸 웨이 (1986년)
- 패트리어트 수중 작전 (1986년)
- 아메리카 (1986년)
- 멜빈과 하워드 (1980년)
- 선 사이 (1977년)
- I Quattro Dell'Apocalisse (1975년)
- 선데이 인 더 컨트리 (1974년)
- 리틀 파우스 앤 빅 핼시 (1970년) - 리틀 파우스 역
- 알프스 대탈주 (1969년) - 팩키 역
- 카프라이스 (1967년)
- 우리에게 내일은 없다 (1967년) - C.W. 모스 역
- 와일드 엔젤 (1966년)
- 러시안스 (1966년)
- 썸머 매직 (1963년)
- 스트리퍼 (1963년)
- 청춘의 모험 (1962년)
- 도비 길리스 (1959년)
- 제인에게 무슨 일이 (1959년)